# Куп Кариба 2017.
Куп Кариба 2017. (познат као Scotiabank CFU Men’s Caribbean Cup−Скошијабанк куп Кариба), било је деветнаесто издање Купа Кариба, основано од стране ФСК, једне од Конкакафових зона. Укупно 24 земље је пријављено за квалификације.
Четири најбоља тима квалификовала су се за Конкакафов златни куп 2017., док је петопласирани тим прошао у плеј-оф, против петопласираног тима са Копа Центроамерикане 2017, за финални пласман у Златни куп.
Очекивало се да ће домаћин финалног кола бити проглашен у јануару 2016. године.
Мартиник је најављен за домаћина 25. јануара 2017, победивши на понудама Курасао и Француску Гвајану. Жреб за полуфинале такође је обављен истог дана у канцеларији ФСК у Сент Џонсу, Антигва и Барбуда.
Курасао је освојио своју прву и једину титулу након победе од 2:1 над Јамајком у финалу.

## Квалификације

### Тимови који су се квалификовали
Следеће четири репрезентације су се квалификовало за завршни турнир, а уједно и за Конкакафов златни куп 2017.
| Репрезентација    | Квалификације                | Куп Кариба финални турнир | Претходни најбољи резултат                   | Фифина ранг-листа на почетку турнира |
| ----------------- | ---------------------------- | ------------------------- | -------------------------------------------- | ------------------------------------ |
| Јамајка           | Трећа рунда група 1 победник | 16.                       | Шампион (1991, 1998, 2005, 2008, 2010, 2014) | 79                                   |
| Француска Гвајана | Трећа рунда група 2 победник | 4.                        | Четврто место (2014)                         | N/A1                                 |
| Курасао           | Трећа рунда група 3 победник | 4.1                       | Четврто место (1989)                         | 70                                   |
| Мартиник          | Трећа рунда група 4 победник | 13.                       | Шампион (1993)                               | N/A1                                 |

Болд означава да је била земља домаћин.

1. Француска Гвајана и Мартиник нису чланови ФИФАе,  и нису на ранг листи.

2. Ово је прва такмичење Курасаоа од одвајања од  Холандских Антила и директни је наследник свих статуса.

## Нокаут фаза
Ако је после 90 минута било нерешено, играли су се продужеци, а ако је и после продужетака било нерешено, победник је одлучиван извођењем једанаестераца.

### Преглед
|  | Полуфинале        | Полуфинале |             |   | Финале | Финале |
|  |                   |            |             |   |        |        |
|  | 22 June           |            |             |   |        |        |
|  |                   |            |             |   |        |        |
|  | Јамајка (пен.)    | 1 (4)      |             |   |        |        |
|  | Јамајка (пен.)    | 1 (4)      | 25 June     |   |        |        |
|  | Француска Гвајана | 1 (2)      |             |   |        |        |
|  | Француска Гвајана | 1 (2)      | Јамајка     | 1 |        |        |
|  | 22 June           |            | Јамајка     | 1 |        |        |
|  |                   | Курасао    | 2           |   |        |        |
|  | Курасао           | Курасао    | 2           | 2 |        |        |
|  | Курасао           |            |             | 2 |        |        |
|  | Мартиник          | 1          |             |   |        |        |
|  | Мартиник          | 1          | Треће место |   |        |        |
|  |                   |            |             |   |        |        |
|  | 25 June           |            |             |   |        |        |
|  |                   |            |             |   |        |        |
|  | Француска Гвајана | 1          |             |   |        |        |
|  | Француска Гвајана | 1          |             |   |        |        |
|  | Мартиник          | 0          |             |   |        |        |

### Полуфинале
| Јамајка                                                             | 1:1 (п. с. н.) | Француска Гвајана                                             |
| ------------------------------------------------------------------- | -------------- | ------------------------------------------------------------- |
| Џермејн Џонсон 70’                                                  | Извештај       | Лоик Бал 21’                                                  |
| Пенали                                                              |                |                                                               |
| Мајкл Бинс · Овејн Гордон · Шамар Николсон · Онил Фишер · Кори Бурк | 4:2            | Руди Евенс · Томас Исорат · Жан-Давид Легран · Седрик Фабијен |

| Курасао                                          | 2:1      | Мартиник       |
| ------------------------------------------------ | -------- | -------------- |
| Геваро Непомусено 57’ (пен.) · Рангело Јанга 76’ | Извештај | Јоан Аргин 17’ |

### Утакмица за треће место
| Француска Гвајана | 1:0      | Мартиник |
| ----------------- | -------- | -------- |
| Слон Приват 74’   | Извештај |          |

### Финале
| Јамајка             | 1:2      | Курасао            |
| ------------------- | -------- | ------------------ |
| Росарио Хариџот 82’ | Извештај | Елсон Хои 10’, 84’ |

| Најбољи играч Ђино ван Кесел | Победник Купа Кариба 2017. Курасао 1° титула | Најбољи стрелац Елсон Хои (2. гола) |

## Награде
Дана 25. јуна 2017. године објављено је да ће национална удружења добити следеће новчане износе.
| Позиција      | Износ (US долара) |
| ------------- | ----------------- |
| Победник      | $40,000           |
| Финалиста     | $30,000           |
| Треће место   | $25,000           |
| Четврто место | $20,000           |